# Ubuntu TV
Ubuntu TV是一款由Canonical開發的智能電視作業系統，基於Ubuntu開發，並統一了界面。
2014年10月，還沒有任何產品搭載這個系統，也沒有發佈給公眾使用。

## 特色
Ubuntu TV基於Ubuntu 12.04開發，擁有錄製和播放DVD-Video與Blu-ray影片的能力，還有可從電腦傳輸影音檔案到其他終端的功能。